# Orthotrichia benguelensis
Orthotrichia benguelensis är en nattsländeart som beskrevs av G. Marlier 1965. Orthotrichia benguelensis ingår i släktet Orthotrichia och familjen smånattsländor. Inga underarter finns listade i Catalogue of Life.